# Morelos, Cuauhtémoc
Morelos är en ort i Mexiko.   Den ligger i kommunen Cuauhtémoc och delstaten Chihuahua, i den nordvästra delen av landet, 1 300 km nordväst om huvudstaden Mexico City. Morelos ligger 2 001 meter över havet och antalet invånare är 254.
Terrängen runt Morelos är platt åt nordost, men åt sydväst är den kuperad. Runt Morelos är det ganska glesbefolkat, med 43 invånare per kvadratkilometer. Närmaste större samhälle är Granjas el Venado, 14,1 km nordost om Morelos. Trakten runt Morelos består till största delen av jordbruksmark.